# Джуманазаров, Сатымкул
Сатымкул Джуманазаров (17 сентября 1951 — 2 апреля 2007) — советский марафонец, бронзовый призёр Олимпийских игр 1980 года в марафоне. Единственный марафонец постсоветского пространства, призёр олимпийского марафона. Заслуженный мастер спорта СССР (1981).

## Биография
Родился 17 сентября 1951 года в селе Кок-Добо Кировского района Таласской области Киргизской ССР.
Выступал за Киргизскую ССР.
Серебряный призёр чемпионата СССР по марафону 1980 года (и путёвка на Олимпиаду). На олимпийском марафоне в упорной борьбе финишировал третьим (2:11.35). 5-е место на Токийском марафоне 1981 года.
Скончался 2 апреля 2007 года, похоронен на Ала-Арчинском кладбище.

## Память
Федерация лёгкой атлетики Кыргызстана ежегодно проводит в Бишкеке Международные соревнования по бегу памяти Сатымкула Джуманазарова.